# LOVE LETTER (大塚愛專輯)
《LOVE LETTER》是大塚愛的第五張專輯。正式發行日期是2008年12月17日。該專輯包含《口袋》至《水母、流星》期間的單曲，並收錄造成話題的日本生命廣告歌曲「愛」以及在NHK（BS）的主題曲「LOVE LETTER」。
初回限定特製背面以情書信封樣式為設計。

## 收錄曲目

### CD
1. LOVE LETTER
  - 作詞・作曲：愛

NHK(BS)「我的一本書 日本的百本書」主題曲
2. 火箭帆布鞋
  - 作詞・作曲：愛／編曲：愛×Ikoman（日语：Ikoman）

關西電視台「さんまのまんま」電視廣告曲
3. 掰掰
  - 作詞・作曲：愛／編曲：愛×Ikoman
4. 水母、流星
  - 作詞・作曲：愛／編曲：愛×Ikoman／弦樂團编曲：弦一徹（日语：弦一徹）

「マイナビ2010」電視廣告曲
5. 人偶
  - 作詞・作曲：愛／弦樂團编曲：弦一徹
6. 為你癡狂
  - 作詞・作曲：愛／編曲：愛×Ikoman、原田Atsushi
7. Creamy & Spicy
  - 作詞・作曲：愛／編曲：愛×Ikoman
8. 超☆樂觀
  - 作詞・作曲：愛／編曲：久保田光太郎（日语：久保田光太郎）
9. 360°
  - 作詞・作曲：愛／編曲：愛×Ikoman
10. Shachihata 旗牌
  - 作詞・作曲：愛／編曲：笹路正徳（日语：笹路正徳）
11. One × Time
  - 作詞・作曲：愛／編曲：愛×Ikoman／弦樂團编曲：弦一徹

旁氏「pore white」電視廣告曲
12. 口袋
  - 作詞・作曲：愛／編曲：愛×Ikoman／弦樂團编曲：岡村美央

「music.jp」以及「マイナビ2010」電視廣告曲
13. 愛
  - 作詞・作曲：愛／編曲：愛×Ikoman／弦樂團编曲：岡村美央

「日本生命」電視廣告曲

### DVD
| 曲序 | 曲目                     |
| ---- | ------------------------ |
| 1.   | 火箭帆布鞋（Music clip） |
| 2.   | 水母、流星（Music clip） |
| 3.   | 超☆樂觀（Music clip）    |
| 4.   | 360°（Music clip）       |
| 5.   | 口袋（Music clip）       |
| 6.   | 愛（Music clip）         |

| 初回盤 | 初回盤                                   |
| 曲序   | 曲目                                     |
| ------ | ---------------------------------------- |
| 7.     | 愛 〜a cappella version〜（Bonus movie） |